# Giuseppe Molteni
Giuseppe Molteni (født 1800 Affori, Milano, død 1867 Milano) var en italiensk maler.
Tvunget til at opgive sine studier ved Accademia di belle arti di Brera af økonomiske grunde, begyndte Molteni på restaurering af gamle malerier som en elev af Giuseppe Guizzardi i Bologna. Da han vendte tilbage til Milano, han blev snart en af tidens mest eftertragtede konservatorer, konsulent for Louvre og British Museum samt de førende samlere og kendere i Milano og Europa som helhed. Han har også brugt sin energi på at male, og det var i 1828, at han introducerede en række af portrætter karakteriseret ved den omhyggelige skildring af overdådige kostumer og scener, der viste sig en ekstraordinær succes og bragte ham i direkte konkurrence med Francesco Hayez. Perioden ved hoffet i Wien i 1837 brugte han til at male et portræt af Ferdinand 1. af Østrig førte til en vurdering af Biedermeier maleri og venskab med maleren Friedrich von Amerling. Et skift til genremaleriet kom i 1837 med scener af moderne hverdag, det gav øjeblikkelig succes i offentligheden og hos kritikere. Moltenis deltagelse i de regelmæssige i Brera udstillinger aftog i 1850'erne, og ophørte, da han blev udnævnt til kurator Akademiets galleri i 1854 og stoppede helt med at male.

## Galleri
- La signora di Monza
- Alessandro Manzoni
- Giovanni Migliara